# كليزمر

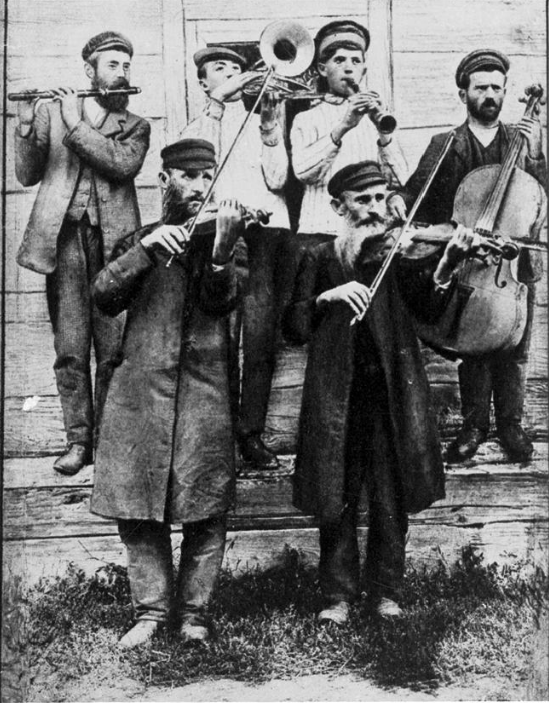
موسيقيو كليزمير في حفل زفاف، أوكرانيا، كاليفورنيا. 1925

كليزمر (بالأحرف اللاتينية Klezmer وباليديشية כליזמר) نمط موسيقي يهودي وتراث موسيقي خاص بـ اليهود الأشكناز من أوروبا الشرقية ولكن منتشرة عالميا مع انتشار الشتات اليهودي في كل أوروبا وأميركا وغيرها. أغاني الكليزمر تؤدى إجمالا  باللغة اليديشية والفرق الموسيقية تسمى بالـ kapelye ويؤدي الموسيقيون والعازفون المعروفون بالـ klezmorim هذا النمط الموسيقي الشهير.